# Max Cady
Max Cady è un personaggio immaginario e il principale antagonista del romanzo di John D. MacDonald The Executioners. È stato interpretato da Robert Mitchum in Il promontorio della paura (film del 1962) e Robert De Niro in Cape Fear - Il promontorio della paura di Martin Scorsese (film remake del 1991).

## Panoramica del personaggio
In entrambe le versioni cinematografiche del romanzo di MacDonald, Cady è un criminale montanaro con un rancore ossessivo nei confronti di un avvocato di nome Sam Bowden (interpretato da Gregory Peck nel primo film e da Nick Nolte nel remake) che lo ha mandato in prigione per stupro. Mentre è in prigione, Cady si fa una cultura imparando a leggere e nel frattempo sviluppa un feroce odio per Bowden, odio che diverrà particolarmente intenso quando sua moglie lo lascia e si trasferisce a vivere altrove con suo figlio, e dopo una violenza di gruppo subita da alcuni detenuti. Al suo rilascio Cady comincerà a mettere in atto la sua vendetta terrorizzando Bowden e la sua famiglia, avvicinandosi alla loro abitazione per parlare con la moglie di Bowden e tentando di sedurre la loro figlia adolescente. Dopo i tentativi falliti di Bowden di sbarazzarsi di Cady con la corruzione e un ordine restrittivo, l'avvocato assume dei criminali di strada per aggredire Cady e farlo desistere con la violenza a rinunciare ai suoi propositi di vendetta, ma il malvivente riesce a mettere k.o. l'intero gruppo di sicari, e l'aggressione lo renderà ancora più determinato ad assicurarsi che Bowden "impari tutto sulla perdita". Nonostante Bowden e la sua famiglia, sempre più messi alle strette, cerchino di allontanarsi dalla città per sfuggire alla minaccia, Cady li rintraccia nella loro residenza estiva nella città costiera del Cape Fear, nella Carolina del Nord e li sequestra sulla loro barca preparandosi a compiere la sua vendetta. Nel climax del primo film, Bowden riesce a far arrestare Cady, in quello del remake, Cady apparentemente annega dopo una lotta con Bowden.

## Differenze tra i film
Differenze significative si vedono tra il modo in cui Cady è ritratto nel film originale e il remake. La caratterizzazione di Mitchum è quella di un truffatore disinvolto e degenerato, mentre De Niro è un sociopatico omicida, che attacca brutalmente chiunque sia in qualche modo vicino a Bowden (arriva ad avvelenare il cane della famiglia e stupra e ferisce seriamente una collega di Bowden con il quale l'uomo aveva una relazione, sicuro che essa non possa denunciarlo per non portare a galla l'adulterio dell'uomo). Il remake getta luce sul passato di Cady, rivelando che è cresciuto in una famiglia montanara pentecostale, e che i suoi parenti allevavano serpenti velenosi e bevevano la stricnina per raggiungere l'estasi religiosa (apparentemente ciò ha reso Cady geneticamente predisposto a sopportare il dolore fisico, dato che, pur venendo gravemente ustionato nello scontro finale, riesce ancora ad agire senza dare alcun segno di sofferenza o cedimento). 
Inoltre, molte differenze si verificano nella raffigurazione, in entrambi i film della relazione tra Cady e Bowden. Nel primo film Bowden ha semplicemente testimoniato contro Cady in tribunale. Nel remake, Bowden era l'avvocato di Cady, e ha deliberatamente soppresso le prove che avrebbero potuto alleggerire la condanna di Cady o accordargli un'assoluzione. In particolare, il destino di Cady è diverso nei due film. Nella versione del 1962, Bowden riesce ad afferrare il suo revolver e sparare a Cady in una gamba durante un combattimento tra i due uomini. Piuttosto che finirlo, Bowden risparmia Cady, che sarà così costretto a passare il resto della sua vita in prigione. 
Nel remake, Bowden riesce ad ammanettare la caviglia di Cady alla ringhiera del parapetto della sua barca prima che questa vada a scontrarsi contro alcune rocce e cominci ad affondare. I due lottano ferocemente usando delle grosse pietre come armi e Bowden tenta di colpire Cady in testa ma, prima di riuscirci, Cady viene trascinato via dalla corrente del fiume.

## Differenze tra il romanzo e i film
Nel romanzo di John D. MacDonald, Sam non è un avvocato ma un tenente dell'esercito americano. Durante una missione in Australia Bowden sorprende Cady a violentare una ragazzina e, dopo averlo tramortito, lo denuncia e testimonia contro di lui al processo. Max viene quindi condannato all'ergastolo in un duro campo di prigionia, ma viene rilasciato dopo tredici anni di detenzione. Ciò fa nascere in Max un feroce rancore nei confronti di Sam, e tale odio si acuisce dopo la separazione della moglie da lui (sulla quale esercita una crudele vendetta dopo il rilascio) e la morte del suo unico figlio, a causa di un incidente. A differenza dei film, Max si riferisce a Sam come "tenente" invece di "avvocato". 
Il background di Max differisce dai film, in quanto proviene dal West Virginia e ha tre fratelli, tutti criminali (uno dei quali muore durante una rivolta carceraria). Né lui né la sua famiglia mostrano la fervente religiosità che mostravano nel film del 1991, e la sua presenza nella storia è abbastanza ridotta, rispetto al film. Anche nel libro Max è descritto come uno psicopatico violento che non prova alcun rimorso per le sue azioni, oltre che dotato di un'intelligenza elevata e un'astuzia senza pari. È determinato a uccidere Sam "sei volte", suo eufemismo per esprimere il suo desiderio di portargli via tutto ciò che ha di più caro, prima di ucciderlo. Nel libro, oltre ad avvelenargli il cane e ad aver minacciato sua moglie, minaccia di stupro la figlia dell'uomo e spara a uno dei suoi figli più piccoli. 
A differenza del film, nel libro Cady trova la sua fine dopo essere stato ferito da due colpi di pistola sparati da Sam, mentre fugge da casa Bowden dopo aver attaccato la moglie del tenente. Nelle prime ore del mattino durante una perquisizione della polizia, il suo corpo viene ritrovato nei boschi dietro la casa di Bowden, stroncato dall'emorragia causata dalle ferite dei proiettili.

## Impatto culturale
- La versione di Cady interpretata da Robert Mitchum è al 28º posto nella lista dei migliori 50 cattivi di tutti i tempi dell'American Film Institute.
- Cady è stato parodiato in un episodio del 1993 de I Simpson intitolato proprio Il promontorio della paura, in cui Telespalla Bob insegue la famiglia Simpson in una città sul lago per vendicarsi di Bart.
- Un'ulteriore parodia di Cady è presente in Asilo, episodio dell'ottava stagione di South Park: in questo episodio abbiamo infatti un bambino di nome Trent Boyett, compagno dell'asilo di Stan, Kyle, Cartman, Kenny e Butters che, accusato ingiustamente dai cinque di aver ustionato gravemente la loro maestra viene rinchiuso in riformatorio per quattro anni e che, terminato il periodo di detenzione, comincia a perseguitarli per vendicarsi.